# رومنو
رومنو (به ایتالیایی: Romeno) یک کومونه در ایتالیا است که در ترنتینو واقع شده‌است.

## خصوصیات
رومنو ۹٫۱ کیلومترمربع مساحت و ۱٬۳۱۵ نفر جمعیت دارد و ۹۶۲ متر بالاتر از سطح دریا واقع شده‌است.